# Live Without Sense
Live Without Sense – koncertowy album niemieckiego zespołu thrash metalowego Destruction wydany 1 stycznia 1989 przez Steamhammer/SPV. Album ten został nagrany podczas trasy Release From Agony Tour 87/88. Nagrany na nim został koncert w Wiedniu w 1988 roku.

## Lista utworów
1. „Curse The Gods” – 5:46
2. „Unconscious Ruins” – 4:40
3. „Invincible Force” – 4:10
4. „Dissatisfied Existence” – 4:43
5. „Reject Emotions” – 6:29
6. „Eternal Ban” – 5:47
7. „Mad Butcher” – 4:25
8. „Pink Panther” (Henry Mancini cover) – 0:37
9. „Life Without Sense / In the Mood” (Joe Garland cover) – 7:31
10. „Release From Agony” – 4:52
11. „Bestial Invasion” – 5:26

## Skład zespołu
- Marcel Schirmer – wokal i gitara basowa
- Mike Sifringer – gitara
- Harry Wilkens – gitara
- Oliver Kaiser – perkusja